# 尿道綜合徵
尿道綜合徵（Urethral syndrome）為較低段的泌尿道感染之一組病症。然而，尿道綜合徵是不同於其它的泌尿道疾病、由於其沒有傳統上的病原体菌尿（bacteriuria）顯著的症狀呈現。
典型上的尿道綜合徵可以聯繫到非感染性的病因，例如外傷、过敏、解剖特徵如憩室（Diverticulum），以及手術後的疤痕與沾黏。

## 描述
尿道綜合徵的跡象呈現，包括在缺乏常規細菌生長、及膿尿（每高倍視野（High-power field）超過5個白血球）下的“慢性復發的尿路感染”病史。尿道綜合徵往往伴隨著性交而發生。
一些醫生認為，尿道綜合徵可能是由於尿道底部及側面斯基恩氏腺的低階感染。斯基恩氏腺在胚胎學上與男性的前列腺有關，而尿道綜合徵可能與慢性前列腺炎共享一個比較性的病因。

## 治療
急性尿道綜合徵的治療包括使用抗生素。對於慢性尿道綜合徵治療，長期、低劑量的抗生素可以連續使用，或則每次性交後出現性交觸發的症狀時而使用。
如有荷爾蒙失調，也可能被認為是源自尿道綜合徵的病症影響、可以使用激素替代療法，且口服避孕藥（Hormone replacement therapy）（避孕藥）也被用於治療這種疾病的症狀。

## 外部連結
- patient.info （页面存档备份，存于）
- patient.co.uk （页面存档备份，存于）
- medicine.med.nyu.edu （页面存档备份，存于）
- Nfmcpa